# Porcellana cinese da esportazione

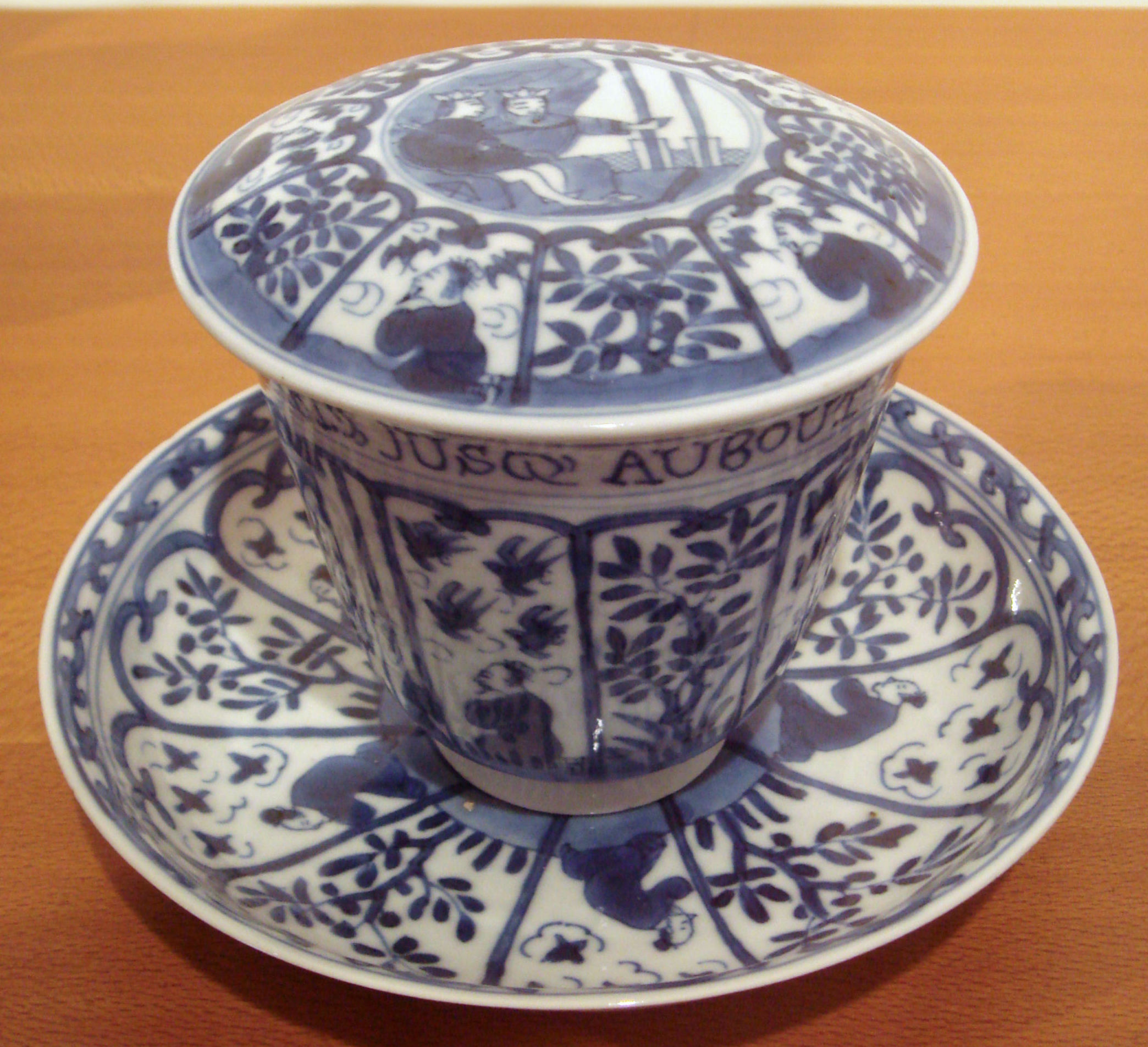
Porcellana cinese da esportazione blu e bianca, con scena europea e iscrizione francese: "L'Impero della virtù è stabilito alla fine dell'Universo", periodo Kangxi, 1690–1700.

Con il termine porcellana cinese da esportazione si indica un'ampia gamma di porcellana cinese che era fabbricata (quasi) esclusivamente per l'esportazione in Europa e in seguito in Nord America tra il XVI e il XX secolo. Se le ceramiche fabbricate per i mercati non europei rientrano nel termine dipende dal contesto. Le ceramiche cinesi fabbricate principalmente per l'esportazione risalgono alla dinastia Tang se non prima, benché inizialmente non possano essere considerate come porcellana.
Solitamente non viene usato come termine descrittivo per le precedenti ceramiche prodotte per riflettere il gusto islamico ed esportate nel Medio Oriente e nell'Asia centrale, benché anche queste fossero molto importanti, guidando apparentemente lo sviluppo della porcellana cinese blu e bianca nelle dinastie Yuan e Ming (vedi Influenze cinesi sulla ceramica islamica). Il celadon di Longquan è una delle ceramiche per produrre piatti di grandi dimensioni che riflettevano le abitudini culinarie islamiche, piuttosto che le ciotole più profonde usate dai cinesi. Altri tipi di ceramiche cinesi fatte principalmente per l'esportazione verso altri mercati possono o non possono rientrare nella categoria in esame; sono certamente descritti come ceramiche da esportazione nel discutere l'industria cinese, ma molte discussioni nelle fonti occidentali si riferiscono solo a merci destinate all'Europa. Gli altri tipi includono la porcellana Swatow (1575-1625 circa), realizzata per i mercati del Sud-est asiatico e giapponesi, e la porcellane Tianqi, realizzata principalmente per il mercato giapponese nel XVII secolo. I celadon cinesi venivano esportati nella maggior parte dell'Eurasia, ma non in Europa, tra le dinastie Tang e le prime dinastie dei Ming.
Ci volle qualche tempo perché del tempo prima che la reazione dei mercati di esportazione influenzasse le forme e le decorazioni del prodotto cinese, specialmente nei primi periodi, e con mercati lontani come l'Europa. Inizialmente ai mercati veniva inviato ciò che piaceva al mercato cinese o ai vecchi mercati di esportazione. Con la crescente portata delle società commerciali europee, in particolare della VOC olandese, ciò divenne possibile e alla fine si potevano ordinare dall'Europa persino specifici disegni araldici.

## Prime ceramiche per l'Europa

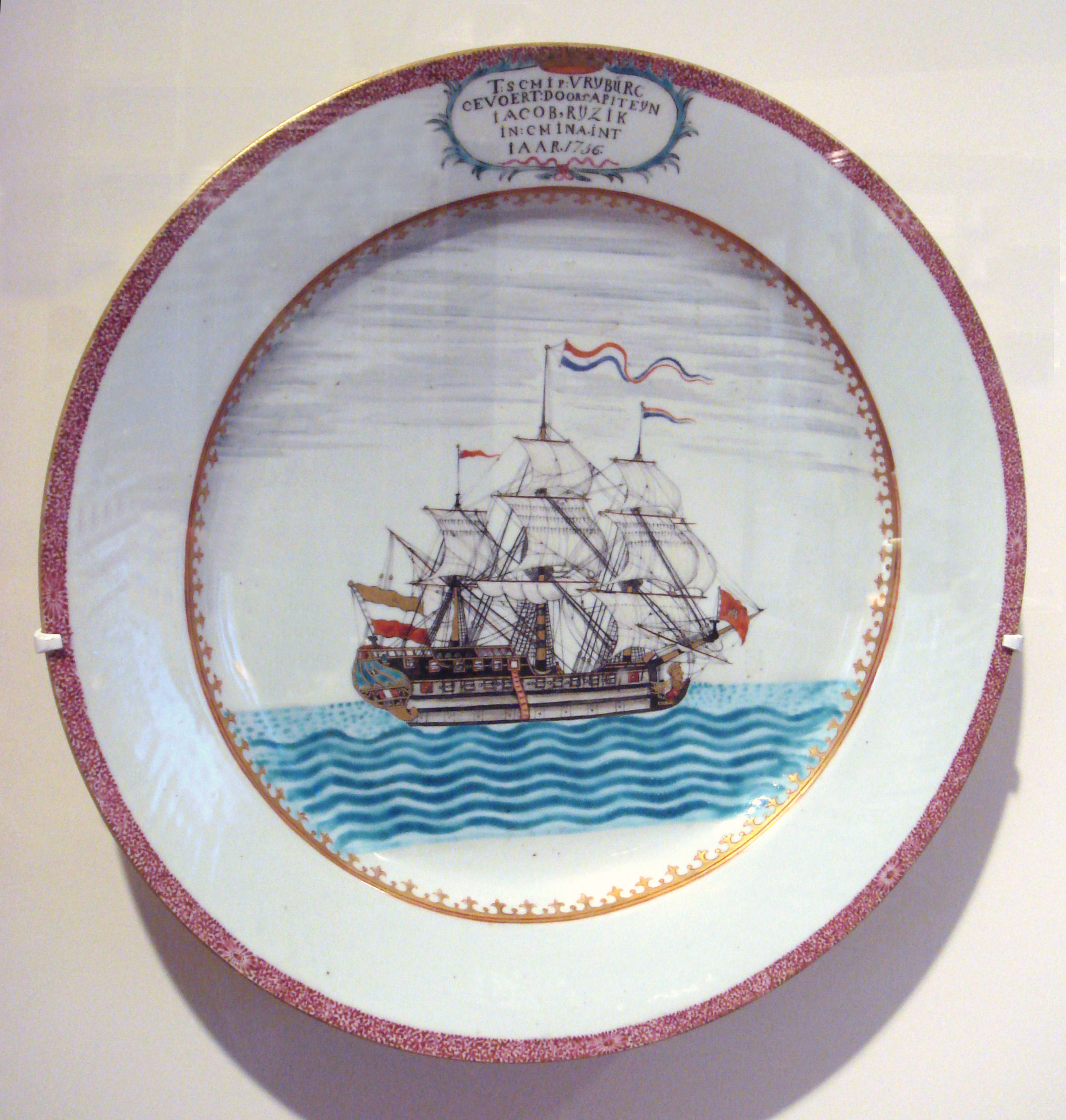
Piatto di porcellana cinese per un capitano di mare olandese della nave Vryburg, Canton, 1756.

Le ceramiche del XVI secolo comprendono la porcellana Kraak, le ceramiche di Yixing, il Blanc de Chine, la porcellana blu e bianca, la famille verte, noire, jaune e rose, la porcellana cinese di Imari, le ceramiche araldiche e la porcellana di Canton. La porcellana da esportazione cinese era generalmente decorativa, ma senza il significato simbolico delle ceramiche prodotte per il mercato domestico cinese. Ad eccezione delle rare ceramiche di pasta soffice di Huashi, tradizionalmente la porcellana cinese era fabbricata usando caolino e petuntse. Mentre le scheggiature dei bordi e le fenditure capillari sono comuni, i pezzi tendono a non macchiarsi. Le ceramiche cinesi erano solitamente più sottili di quelle giapponesi e non avevano i segni dei supporti.
Nel XVI secolo, i commercianti portoghesi iniziarono a importare in Europa porcellane bianche e blu della tarda dinastia Ming, determinando la crescita del commercio della porcellana Kraak (che prende il nome dalle navi portoghesi chiamate caracche in cui veniva trasportato). Nel 1602 e nel 1604, due caracche portoghesi, la San Yago e la Santa Catarina, furono catturate dagli Olandesi e i loro carichi, che comprendevano migliaia di oggetti in porcellana, furono venduti all'asta, accendendo un interesse europeo per la porcellana. Gli acquirenti comprendevano i re d'Inghilterra e di Francia.

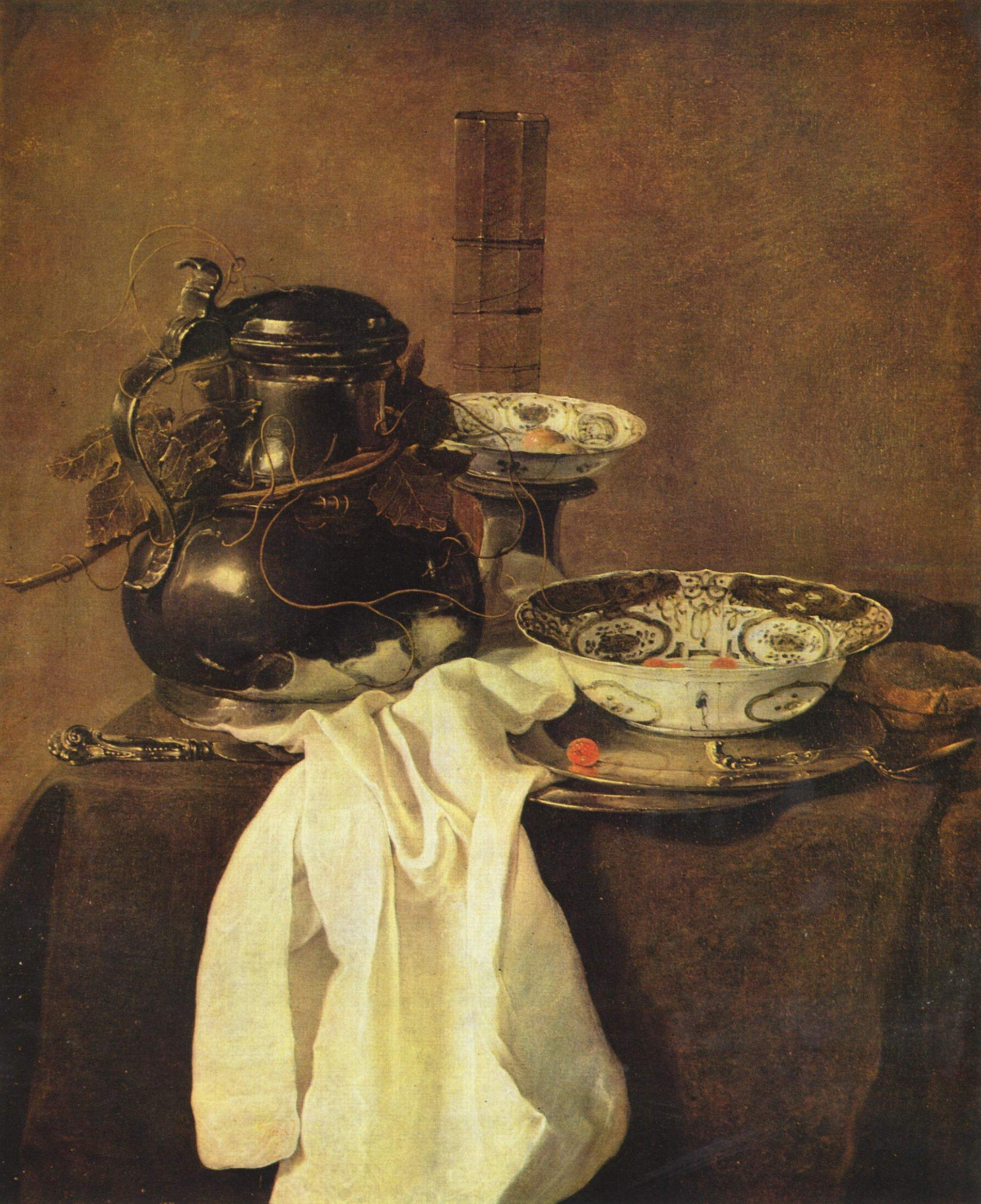
Dipinto di nature morte olandese del XVII secolo di Jan Jansz Treck, che mostra ciotole da esportazione in porcellana blu e bianca del tardo Ming, 1649.

Dopo questo, un certo numero di nazioni europee fondò società che commerciavano con i paesi dell'Estremo Oriente, la più significativa per la porcellana essendo la Compagnia olandese delle Indie orientali o VOC. Il commercio continuò fino alla metà del XVII secolo, quando la dinastia Ming cadde nel 1644, e la guerra civile interruppe la produzione di porcellana. I commercianti europei si rivolsero quindi alla porcellana giapponese.
Come beni preziosi e dal prezzo elevato, i pezzi di porcellana cinese da esportazione apparvero in molti dipinti olandesi del XVII secolo. L'illustrazione (a destra) mostra un dipinto di Jan Jansz Treck che include due ciotole in stile Kraak, probabilmente del tardo Ming, quella in primo piano di un tipo che gli Olandesi chiamavano klapmuts. Il pigmento blu usato dall'artista è fortemente svanito da quando l'immagine fu dipinta.
Sotto il regno dell'imperatore Kangxi (1662-1722), l'industria cinese della porcellana a Jingdezhen fu riorganizzata e il commercio all'esportazione tornò presto a prosperare. La porcellana cinese da esportazione della fine del XVIII secolo includeva ceramiche blu e bianche e della famille verte (e, occasionalmente, della famille noire e della famille jaune). Le ceramiche comprendevano decorazioni di vasi, piatti, servizi da tè, caraffe e altre ceramiche utili insieme a figurine, animali e uccelli. Le porcellane Blanc de Chine e i grès Yixing arrivarono in Europa e diedero ispirazione a molti ceramisti europei.
Per i ceramisti di Jingdezhen la produzione di porcellane per il mercato di esportazione europeo presentava nuove difficoltà. Scrivendo dalla città nel 1712, il missionario gesuita francese Père François Xavier d'Entrecolles registra che "... la porcellana che viene spedita in Europa viene fabbricata secondo nuovi modelli che sono spesso eccentrici e difficili da riprodurre; per il minimo difetto sono rifiutati dai mercanti, e così rimangono nelle mani dei ceramisti, che non possono venderli ai Cinesi, perché a loro tali pezzi non piacciono".

## Ceramiche e figurine

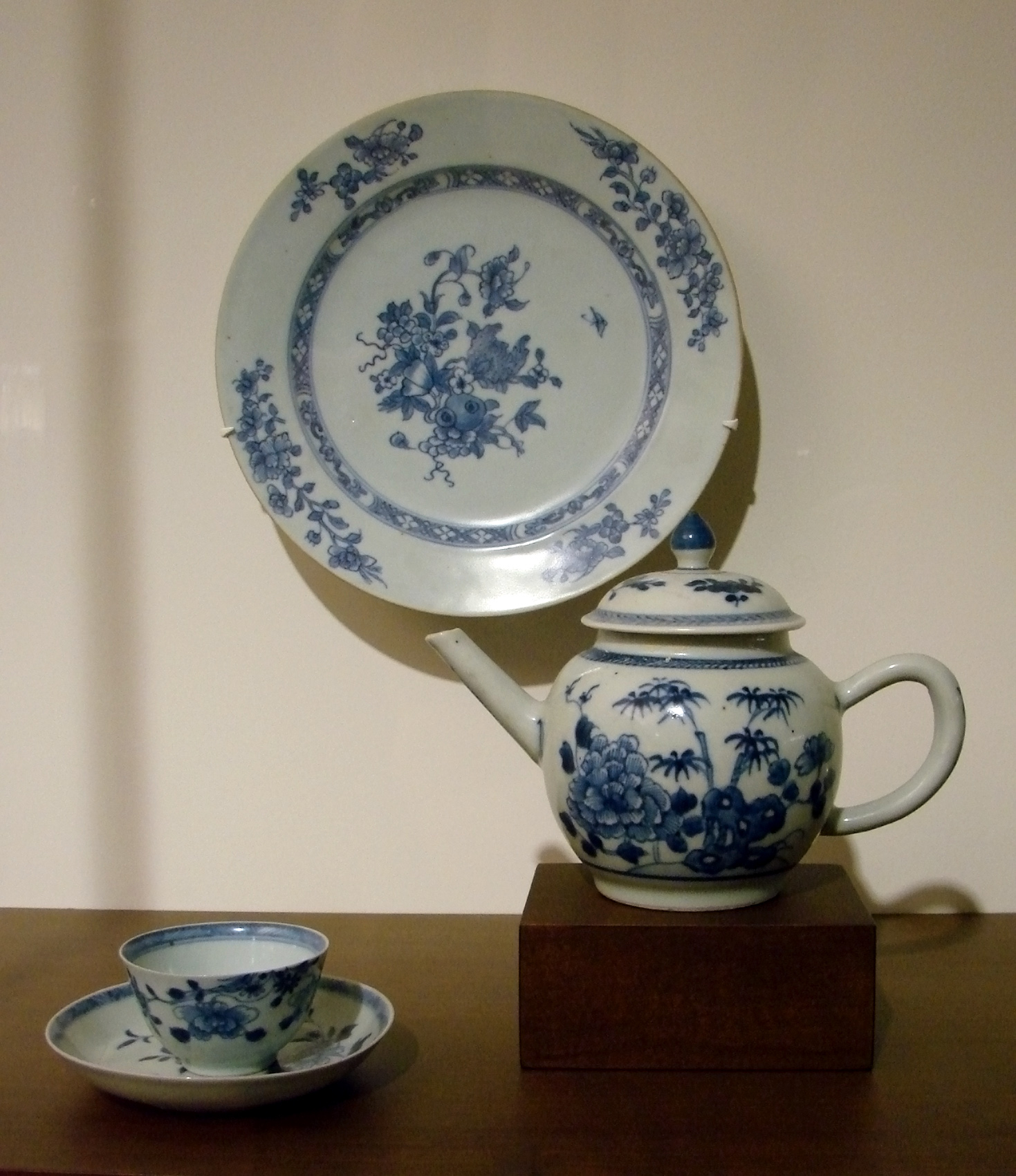
Porcellana cinese da esportazione del XVIII secolo, Museo Guimet, Parigi.

Sebbene i cimieri europei sulla porcellana cinese si possano trovare su pezzi fabbricati già nel XVI secolo, intorno al 1700 la domanda di porcellane araldiche aumentò drammaticamente. Migliaia di servizi furono ordinati con i disegni di stemmi personali inviati in Cina per essere copiati e rispediti in Europa e, dalla fine del XVIII secolo, in Nord America. Alcuni furono sontuosamente dipinti con smalti policromi e dorature, mentre altri, in particolare gli esempi successivi, potevano incorporare solo una piccola cresta o monogramma in blu e bianco. I ceramisti cinesi copiarono le famose porcellane giapponesi Imari, che continuarono ad essere fabbricate per l'esportazione nella seconda metà del XVIII secolo, gli esempi essendo recuperati come parte del carico di Nanchino dal relitto del Geldermalsen.

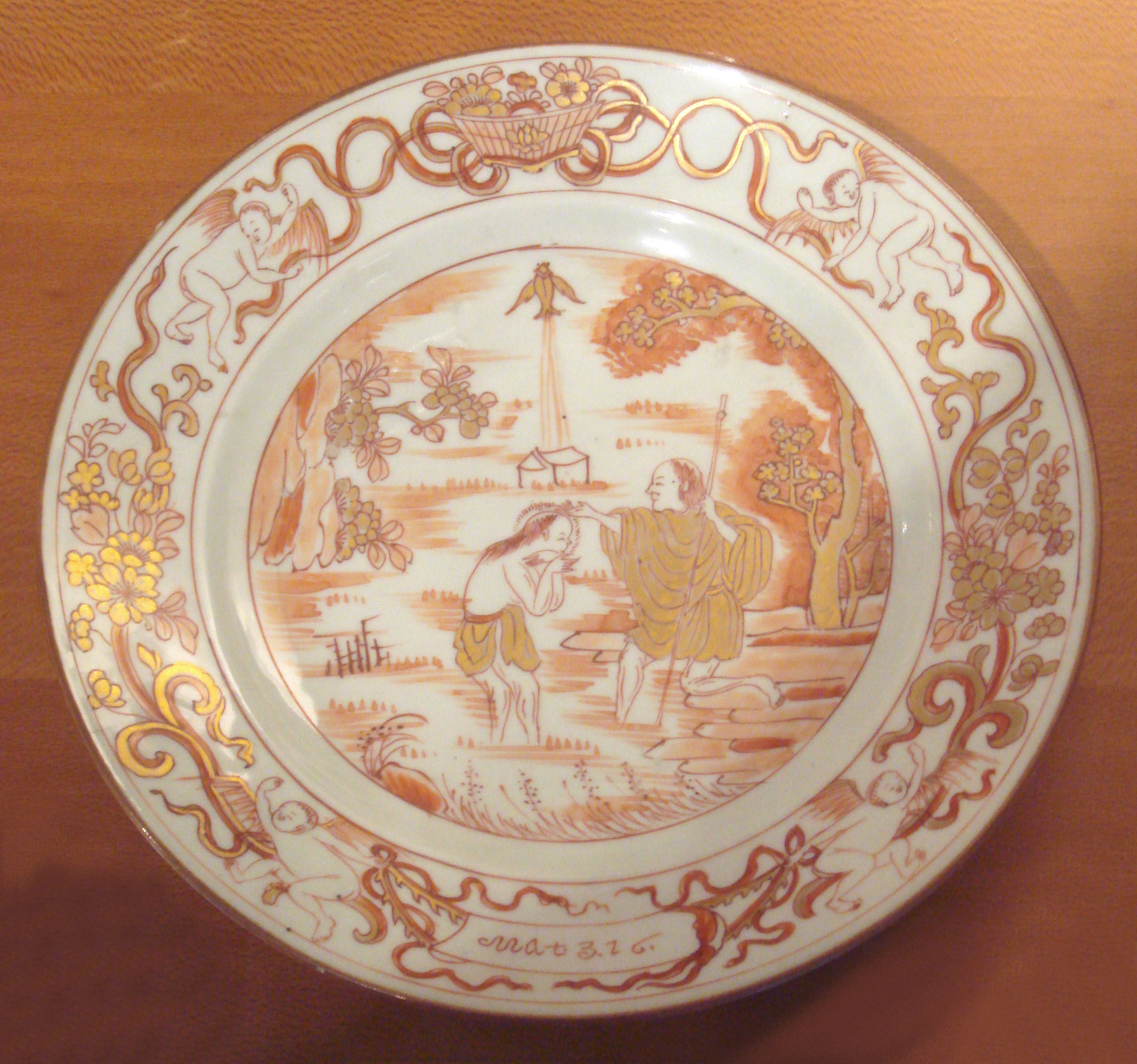
Porcellane di esportazione Qing con scena cristiana europea, 1725-1735.

Veniva fabbricata un'ampia varietà di forme, alcune di origine cinese o islamica, altre copie di faience o di oggetti metallici. Le figurine orientali includevano dei e dee cinesi come Guanyin (la dea della misericordia) e Budai (il dio della contentezza), figurine con teste che annuivano, monaci seduti e ragazzi ridenti oltre a figurine di uomini e donne olandesi. Dalla metà del XVIII secolo, furono fatte per l'esportazione in Europa perfino copie di figurine di Meissen come ballerini tirolesi. Gli uccelli e gli animali, tra cui mucche, gru, cani, aquile, elefanti, fagiani, scimmie e cuccioli, erano popolari.
Dal 1720 circa, fu adottata la nuova paletta famille rose che soppiantò rapidamente le precedenti porcellane famille verte del periodo Kangxi. Gli smalti della famiglia rosa per il mercato di esportazione comprendevano la Mandarin Palette. Schemi specifici come la foglia di tabacco e la finta foglia di tabacco erano popolari così come, a partire dal 1800, la porcellana decorata di Canton con le sue figure e uccelli, fiori e insetti. Molti altri tipi di decorazione come encre de chine o ceramiche gesuite (realizzate per i missionari cristiani), pezzi con soggetti europei come il giudizio di Paride o Adamo ed Eva, furono fabbricati per il mercato europeo. Altri esempi includono le ciotole da ponce di Sydney dell'era di Macquarie in Australia, 1810-1820.

## Commercio successivo

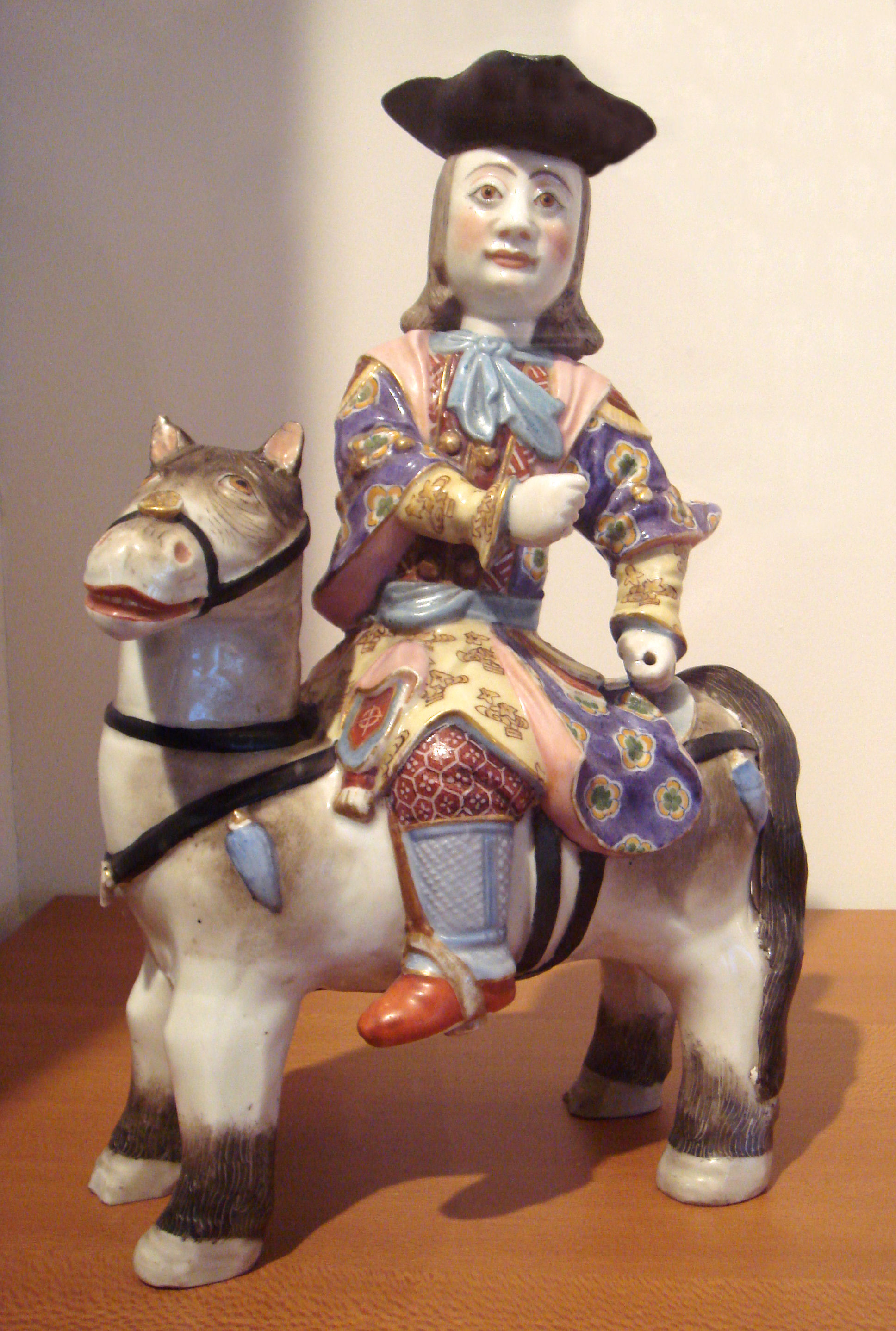
Porcellana da esportazione Qing con figura europea, famille rose, prima metà del XVIII secolo.

Mentre si sviluppava il commercio con la Cina, ceramiche di qualità più fine venivano spedite da commercianti privati che affittavano lo spazio sulle navi delle compagnie che commerciavano con il paese. Le ceramiche delle esportazioni all'ingrosso del XVIII secolo erano tipicamente servizi da tè e servizi da tavola, spesso blu e bianchi decorati con fiori, pino, prugni, bambù o con paesaggi di pagode, uno stile che ispirò il motivo del salice. A volte venivano sbalzati (smaltati) nei Paesi Bassi e in Inghilterra per migliorare il loro fascino decorativo. Verso la fine del XVIII secolo, le importazioni dalla Cina erano diminuite a causa del cambiamento dei gusti e della concorrenza delle nuove fabbriche europee, che utilizzavano la produzione di massa.
La porcellana di Canton, estremamente dedorativa, fu prodotta per tutto il XIX secolo, ma la qualità delle ceramiche diminuì. Entro la fine del secolo, le ceramiche blu e bianchi nello stile Kangxi erano prodotte in grandi quantità e quasi tutti i precedenti stili e tipi furono copiati fino al XX secolo.
Nei tempi moderni, le aste di porcellana cinese sono popolari nel mercato internazionale delle belle arti. Nel 2016, furono messe all'asta collezioni per decine di milioni di dollari, attraverso società come Sotheby's e Christie's.

## Galleria d'immagini

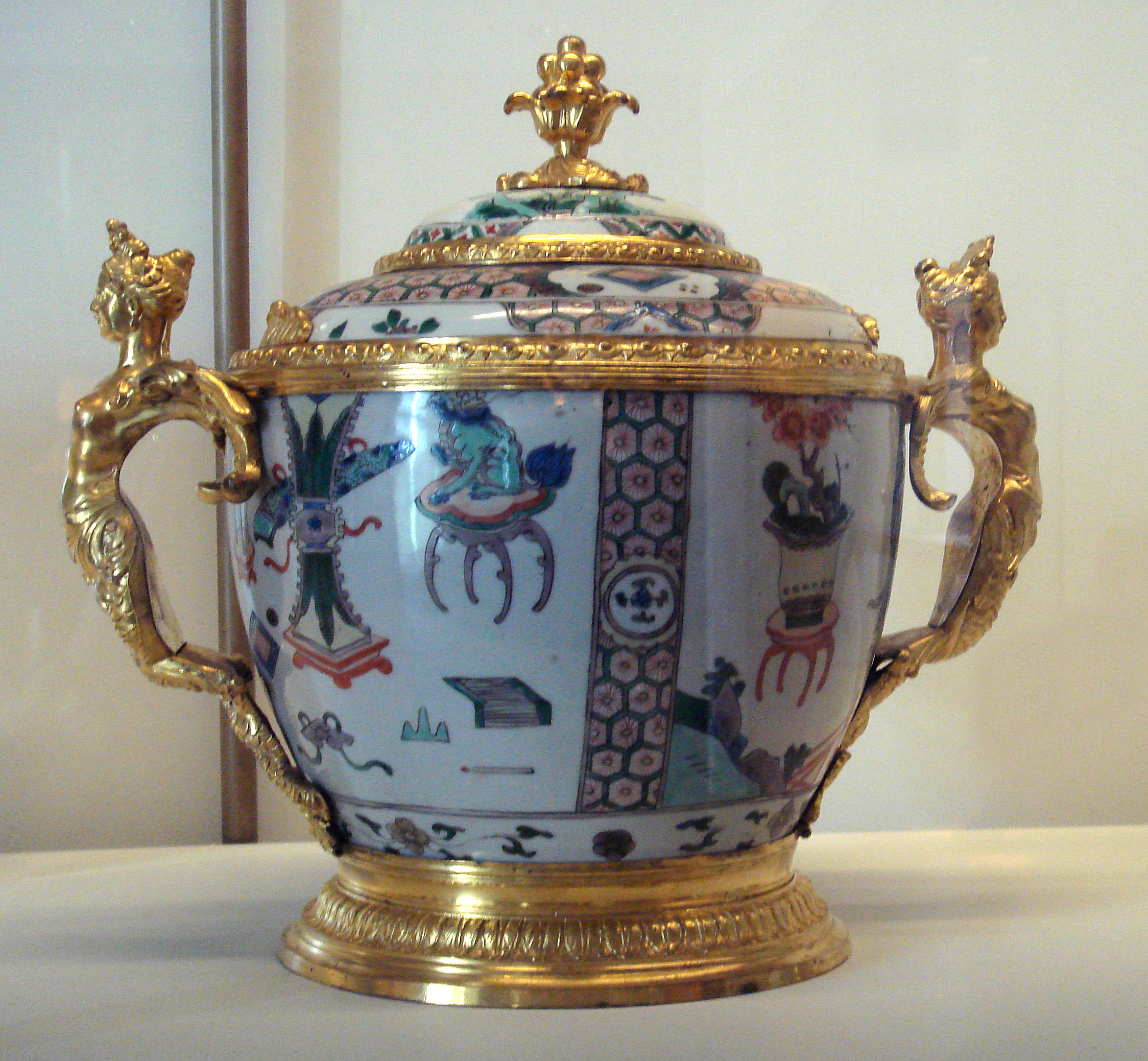
Porcellana di Kangxi decorata con montature francesi in bronzo dorato, 1710–1720.
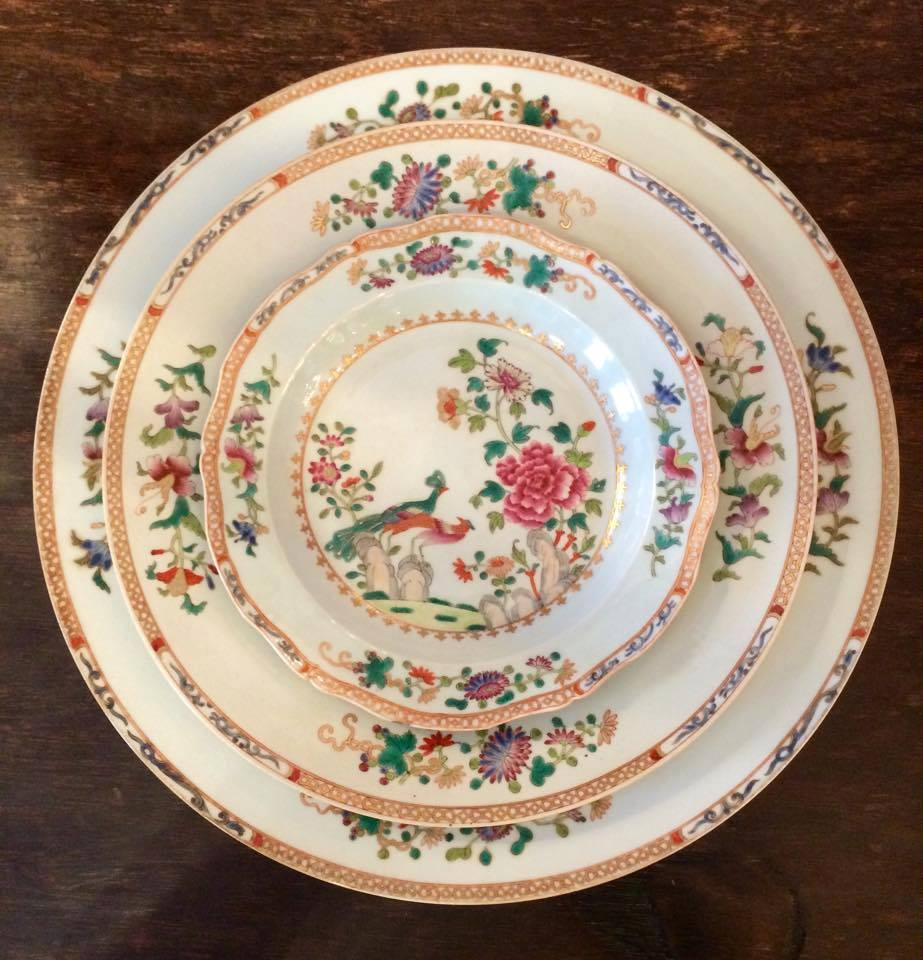
Un completo con medaglione, piatto da riso e piatto da portata del Servizio dei Pavoni.
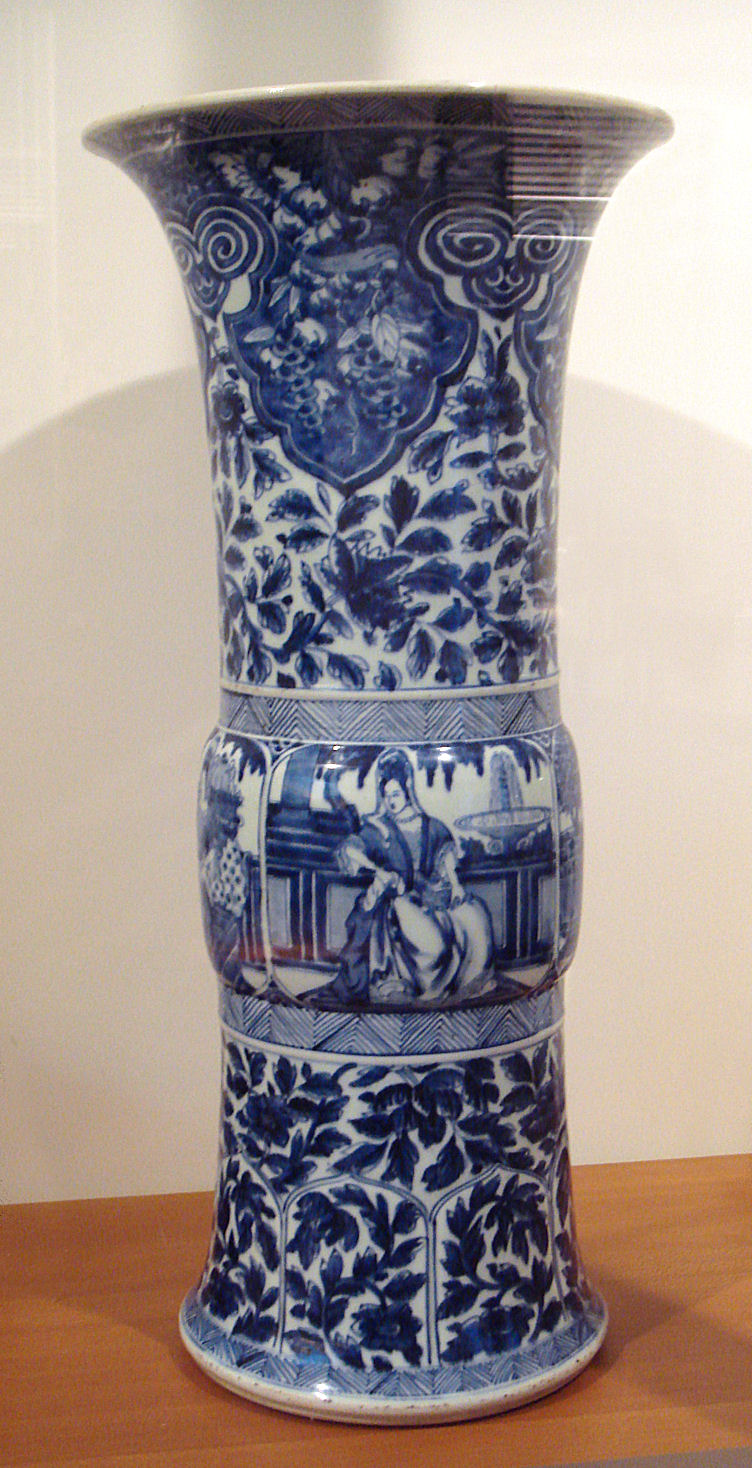
Vaso di porcellana da esportazione con scena europea, periodo Kangxi.
Zuppiera e vassoio di porcellana con coperchio a forma di anatra mandarina, decorati con soprasmalti e doratura, dinastia Qing, circa 1750-60.
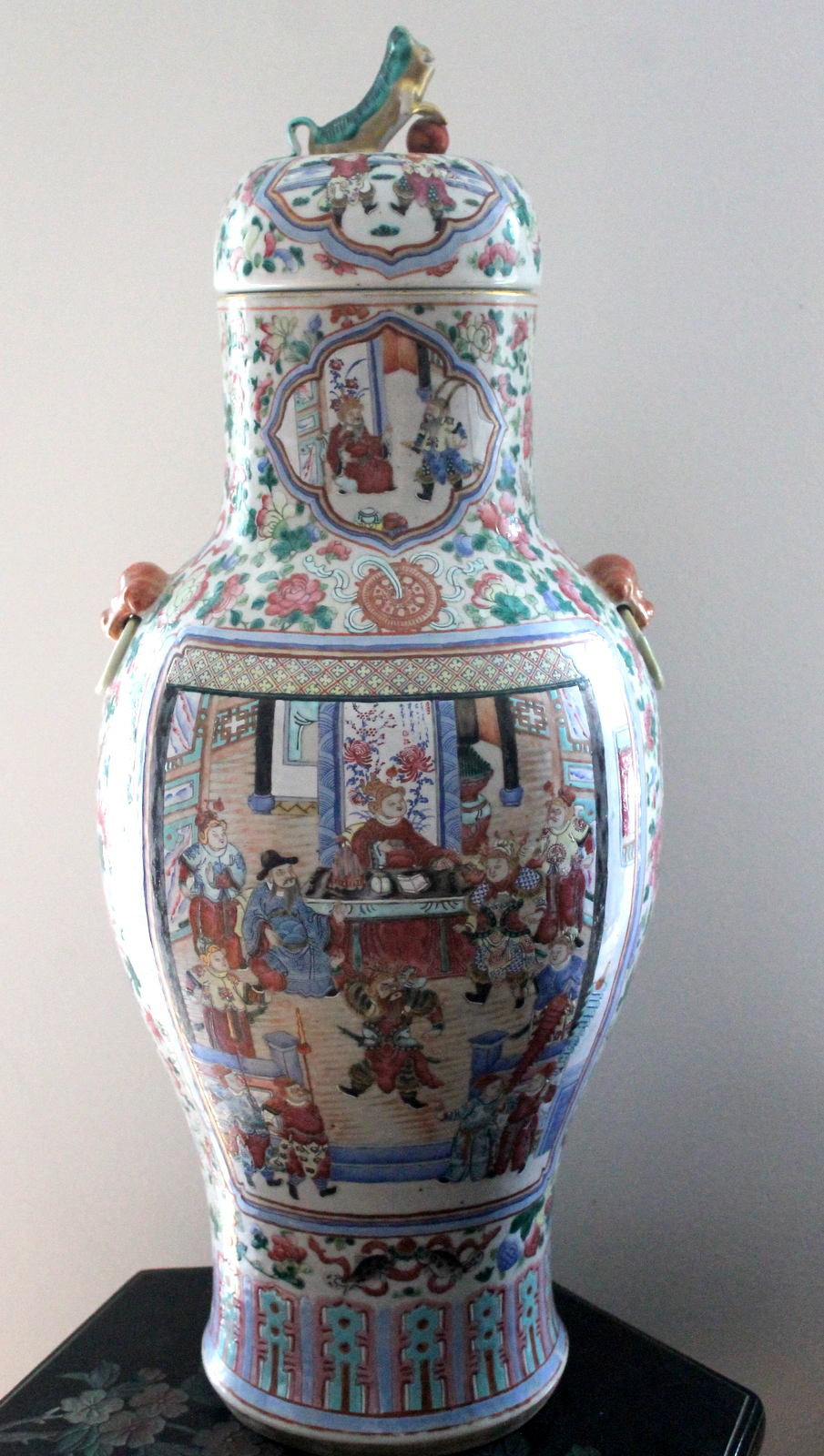
Vaso di porcellana del XIX secolo con coperchio dipinto con soprasmalti e doratura della provincia di Canton o Guangdong, nella Cina meridionale. Questo tipo di ceramica, noto per la sua decorazione colorata che copre gran parte della superficie del pezzo, era popolare come ceramica da esportazione. Sul retro del vaso di porcellana un generale militare raffigurato davanti alla porta di una città cinta di mura ha uno stendardo con il cognome "Ma". Il romanzo dei Tre Regni.